# Cattedrale di Tulle
La cattedrale di Nostra Signora (in francese: Cathédrale Notre-Dame de Tulle) è il principale luogo di culto cattolico di Tulle, nel dipartimento della Corrèze. La chiesa, sede del vescovo di Tulle, è monumento storico di Francia dal 1862.